# Amphipsyche corbeti
Amphipsyche corbeti är en nattsländeart som beskrevs av Douglas E. Kimmins 1962. Amphipsyche corbeti ingår i släktet Amphipsyche och familjen ryssjenattsländor. Inga underarter finns listade i Catalogue of Life.